# Synagoge Deutz

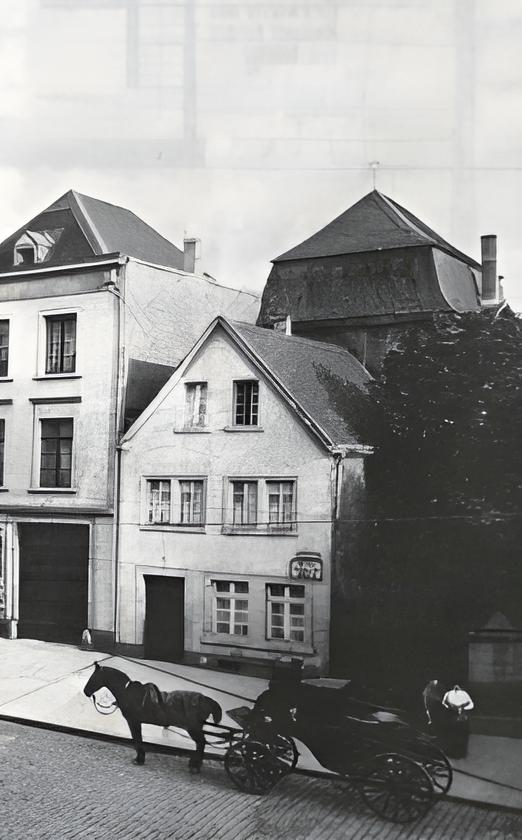
Die zweite „alte“ Synagoge Deutz

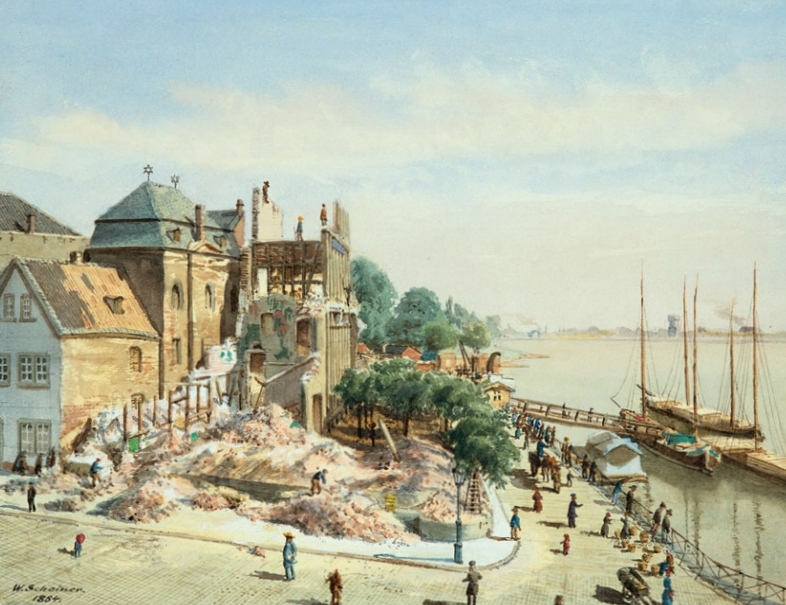
Die Synagoge (l.) in Deutz (Aquarell von Wilhelm Scheiner) während des Abrisses des Hotels „Prinz Carl“ (1884)

Als Synagoge Deutz dienten zwischen 1426 und 1938 verschiedene Gebäude der jüdischen Gemeinde in Deutz, seit 1888 ein Stadtteil von Köln. Eine Synagoge wurde 1784 bei einem Rheinhochwasser komplett zerstört, eine weitere 1913 abgerissen, um Platz für den Bau der Deutzer Brücke zu schaffen. Im Folgejahr wurde eine neue Synagoge eröffnet. 1938 wurde diese während der Novemberpogrome von SA-Männern in Brand gesetzt und die Innenausstattung zertrümmert. Der Rabbiner, seine Frau und einer seiner Söhne wurden  deportiert und ermordet.

## Erste (bis 1784) und zweite Synagoge (bis 1914)
Durch die Vertreibung von Juden aus Städten wie Köln (1424) oder Neuss (1463) wurde Deutz, ein mit städtischen Rechten ausgestatteter Flecken im Kurfürstentum Köln, zu einem jüdischen Zentrum, da sie dort – gegen Gebühr – unter dem Schutz des Erzbischofs von Köln standen. Bis dahin war Köln ein Zentrum jüdischen Lebens im Nordwesten des Reiches gewesen. Entgegen der allgemeinen Annahme zogen die meisten Kölner Juden allerdings nicht auf die rechte Rheinseite, sondern nach Frankfurt.
Um 1595 lebten in Deutz ca. 80 Juden in 19 Familien, um 1634 waren es 17 jüdische Familien, bei einer damaligen Gesamtzahl von einigen hundert Einwohnern. Um 1665 waren 65 Juden in Deutz ansässig, was zehn Prozent der gesamten Bevölkerung entsprach. Gegen Ende des 18. Jahrhunderts war die jüdische Gemeinde auf 163 Personen angewachsen, darunter sechs Metzger, fünf Kaufleute, vier Handwerker, ein Uhrmacher, ein Krämer, vier Musikanten, ein Rabbiner, ein Vorsänger und ein Schulmeister. Im Jahr 1816 waren es 248 Juden und 238 Personen im Jahr 1843.
Eine Synagoge in der „Freiheit“ Deutz wurde erstmals 1426 bezeugt und im 16. Jahrhundert erneut. Ob es sich dabei um zwei verschiedene Gebäude an gleicher Stelle an der Freiheitstr. 4 oder um dasselbe handelte, ist unklar. Auch das Aussehen der Synagoge ist unbekannt. Der Ort war zeitweilig Sitz der jüdischen Hauptgemeinde des Erzstifts Köln mit Synagoge und Lehrhaus; ihr Rabbiner führte den Titel „Landesrabbiner von Cöln“, bis ab den 1580er Jahren Bonn Sitz des Landesrabbinats wurde. In der Mitte des 15. Jahrhunderts wird ein Rabbiner namens Vives erwähnt, der neben Deutz auch andere Gemeinden betreute.
Die jüdischen Familien lebten zunächst in der Vocher Gasse (heutige Mindener Straße) und in der Hallenstraße (nicht mehr existent), aber nicht getrennt von den christlichen Bewohnern, und die meisten von ihnen unter prekären Bedingungen, wie sie der Historiker Carl Brisch beschrieb:

„Von der bürgerlichen Gesellschaft ausgeschlossen, zusammengedrängt in eine enge Gasse, fanden sie Trost und Hoffnung nur in ihrer Religion unter ihren Glaubens- und Leidensbrüdern und in ihrem Familienkreise. Die Synagoge war von einem Hauche tiefempfundener Andacht durchweht; hier an der heiligen Stätte waren Erniedrigungen und Entbehrungen vergessen; hier fand ihr felsenfester Glaube stets neue Nahrung und Festigung; hier stärkte sich ihre Hoffnung, daß die trostlosen Zeiten nicht ewig währen, daß auch die Erlösung kommen werde.“

Im Jahre 1665 gab es nach einem Ausbruch der Pest antijüdische Ausschreitungen: Mehr als 1000 Kölner Studenten drangen in von Juden bewohnte Häuser in Deutz ein, verwüsteten und plünderten sie. Mit Hilfe der Bürger von Deutz konnten die Angreifer vertrieben werden, und auch der katholische Geistliche sowie die Mönche der Deutzer Abtei stellten sich auf die Seite der betroffenen Juden. Im „Deutzer Memorbuch“ hieß es dazu:

„Wahrlich, der […] geehrte Herr Hirz [Überrhein], Friede sei mit ihm, legte Fürsprache ein bei den Geistlichen und brachte sich selbst in Lebensgefahr, um die Verfolgung abzuwenden; und mit seiner Fürsprache tat er alles, was in seiner Macht stand, bis die Geistlichen kamen und die Studenten warnten und sagten: ‚Jeder, der seine Hand hebt gegen die Juden, wird zum Tode verurteilt‘, und so wurde die Verfolgung abgewendet und alle Studenten flohen von hier und gingen nach Köln.“

Trotz des Niederlassungsverbots waren „rheinische Judendoctoren“ aus Deutz und Mülheim in Köln gefragt: Allein zwischen 1650 und 1675 wurde über 300 Mal von Kölner Bürgern die Erlaubnis eingeholt, sich von einem jüdischen Arzt behandeln zu lassen. Diese fuhren über den Rhein, mussten Köln jedoch nach wenigen Stunden wieder verlassen. Vor allem im 16. und 17. Jahrhundert ist eine Reihe von angesehenen jüdischen Ärzten und auch heilkundigen Frauen bekannt. 1664 wurde allein der „hochgelobte“ Arzt Levi Nathan 19-mal aus Deutz nach Köln gerufen. Ab Mitte des 17. Jahrhunderts gab es einen eigenen (christlichen) Fährmann („Judenfahrer“), der die Deutzer Juden über den Rhein zu setzen hatte und von ihnen bezahlt wurde.
Im Februar 1784, an einem Schabbat, wurden das Gebäude an der Freiheitstraße sowie die Synagoge in Mülheim durch ein fatales Hochwasser zerstört, das als eine der größten Naturkatastrophen der frühen Neuzeit in Mitteleuropa gilt. Neben den Fluten, die große Flächen überschwemmten, waren es vor allem auf dem Rhein hochgetürmte Eisschollen (Eisgang), die die Orte verwüsteten.

„Vom Rheine her wird das nämliche gemeldet. Bey Bonn brach das Eis am 25. Febr. auf; das Wasser nahm gewaltig zu, und erfüllte den größten Theil der Stadt, und alle umliegende Gegenden; eben dieses geschah am 27. des Morgens zu Kölln, und in allen Gegenden umher, wo der Rheinstrom einem unübersehbaren Meere gleichet.“

Der größte Teil der Bevölkerung von Deutz, darunter auch die Juden, floh in das Obergeschoss der Deutzer Abtei.
Brisch schilderte das Ereignis rund 100 Jahre später:

„Am Freitag vor Tagesanbruch (5. Adar = 28. Februar) wagten sich einige beherzte Männer in die Synagoge hinüber und es gelang ihnen, dreizehn Thorarollen zu retten, mit denen sie den Rückweg über die Dächer der benachbarten Häuser nahmen. Am Sabbathnachmittag sah man die Synagoge bis auf den Grund zusammenstürzen.“

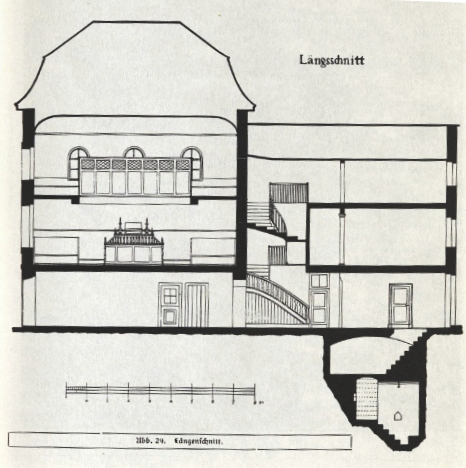
Plan der Synagoge, vermutlich erstellt von Friedrich Carl Heimann (vor 1913)

Nur zwei Jahre später, 1786, ließ die Gemeinde an gleicher Stelle eine neue Synagoge errichten, lediglich durch eine schmale Uferstraße und eine Häuserzeile vom Rhein getrennt: Das Gebäude bestand aus zwei Teilen, einem Vorhaus und der eigentlichen Synagoge. Zur Freiheitstraße hin stand ein zweieinhalbgeschossiges Haus, in dem die Schule und die Dienstwohnungen der Gemeinde untergebracht waren. Dahinter lag, die Historikerin Elfi Pracht nennt es „versteckt“, verbunden durch ein großzügiges Treppenhaus mit einem „eleganten Treppenlauf“ in der untersten Etage, der Betsaal. Vom Eingangstor des Vordergebäudes führte eine steile Treppe hinunter zur Mikwe, die allerdings im 19. Jahrhundert nicht mehr benutzt wurde. Die Schaufront war wie die anderen drei Seiten durch drei Fenster unterteilt und lag zum Rhein hin; sie war über viele Jahre prägendes Element des Deutzer Rheinpanoramas. Ab Mitte des 19. Jahrhunderts wurde sie durch den Bau des Hotels „Prinz Carl“ verdeckt.

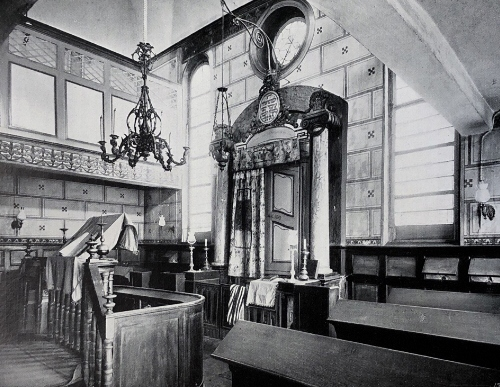
Der Innenraum der zweiten Synagoge mit Toraschrein, Parochet, Ner Tamid und Bima

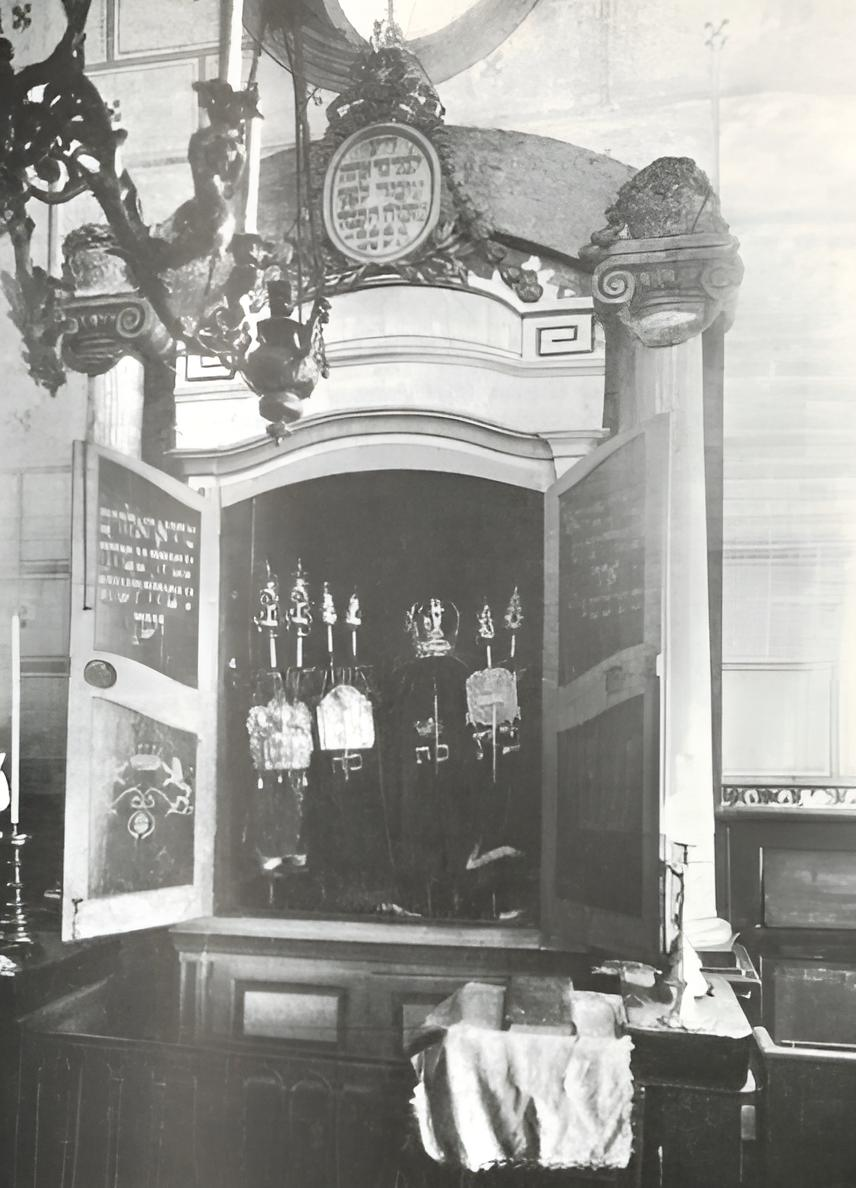
Der Toraschrein

Bis 1695 wurde Juden und Jüdinnen aus Deutz auf dem Judenbüchel vor dem Severinstor im linksrheinischen Süden bestattet. Um 1698 wurde dann ein nahe bei Deutz liegender Friedhof eingerichtet, der bis in das 20. Jahrhundert belegt wurde. Er ist der älteste erhaltene jüdische Friedhof im Gebiet der heutigen Stadt Köln. Die letzte dortige Bestattung erfolgte während des Zweiten Weltkriegs im Jahr 1941. Von ca. 1802 bis 1816 gehörte die Familie von Jacques Offenbach zur Deutzer Gemeinde. Offenbachs Vater Isaac, der zeitweise als Vorsänger in der Synagoge Deutz tätig gewesen war, liegt dort begraben.
Nach der Aufhebung des Niederlassungsverbots für Juden in Köln im Jahre 1798 zogen viele von ihnen über den Rhein dorthin. Um 1840 hatte die Deutzer Gemeinde rund 240 Mitglieder, die von einem Vorstand aus drei Männern geleitet wurde. Die Gemeinde war arm, und für die Bezahlung eines Rabbiners fehlte das Geld. Auch war die Gemeinde eher traditionell geprägt, anders als das zum Teil bürgerlich-liberale Judentum in Köln.
1884 wurde das Hotel „Prinz Carl“ abgerissen, die Synagoge verschwand aber bald hinter einem Eisenbahndamm und einem Viadukt über die Freiheitstraße (den Deutzern wiederum wurde die Sicht auf den Dom versperrt). Zu dieser Zeit waren auf dem Dach – wie auf dem Aquarell von Scheiner zu sehen – zwei Davidsterne montiert, von denen 1914 nur noch einer erhalten war (der sich heute im Kölnischen Stadtmuseum befindet). (=Ungefähre Lage der zweiten Synagoge 1786–1913)
Der erste Kölner Stadtkonservator Friedrich Carl Heimann (1850–1921) beschrieb um 1907 die Details der Ausstattung der Synagoge:

„Zwischen den beiden östlich gelegenen [Fenstern] war der Thoraschrein, Aron ha-Kodesch (Schrein des Heiligtums) angeordnet, ein in das Mauerwerk teilweise eingelassener, durch Flügeltüren verschließbarer Schrank zur Aufnahme der Thorarollen. Im Äußeren umgab ihn […] eine portalartige Architektur mit kräftigem Säulenpaar, das Blumenkörbe trug, und deren mittlere Bekrönung, eine von Laubwerk umrankte Kartusche bildet mit der hebräischen Inschrift: ‚Bedenke vor wem du stehst, vor Gott, dem Könige aller Könige, gepriesen sei sein Name.‘ Vor dem Thoraschrein hing eine Ampel mit dem Ewigen Licht (Ner Tamid); seitlich auf brüstungsartigen Schranken hatten die verschiedenen Leuchter ihren Platze, darunter der beim Tempelweihfest, gebrauchte achtarmige Chanukka-Leuchter. In der Mitte der Synagoge erhob sich als einer der wichtigsten Bestandteile der Almemor, ein um Stufen erhöhtes […] Podium mit großem Lesepult, das, belegt von schönen Decken, zur Ausbreitung der entkleideten Thorarollen diente.“

1914 musste diese Synagoge dem Bau der Deutzer Hängebrücke weichen. Dabei wurde die im Keller des Gemeindehauses befindliche Mikwe entdeckt, deren Überreste sich bis heute unter der Brückenrampe befinden. Die Freiheitstraße wurde 1915 in „Deutzer Freiheit“ umbenannt.

## Dritte Synagoge (1915–1938)

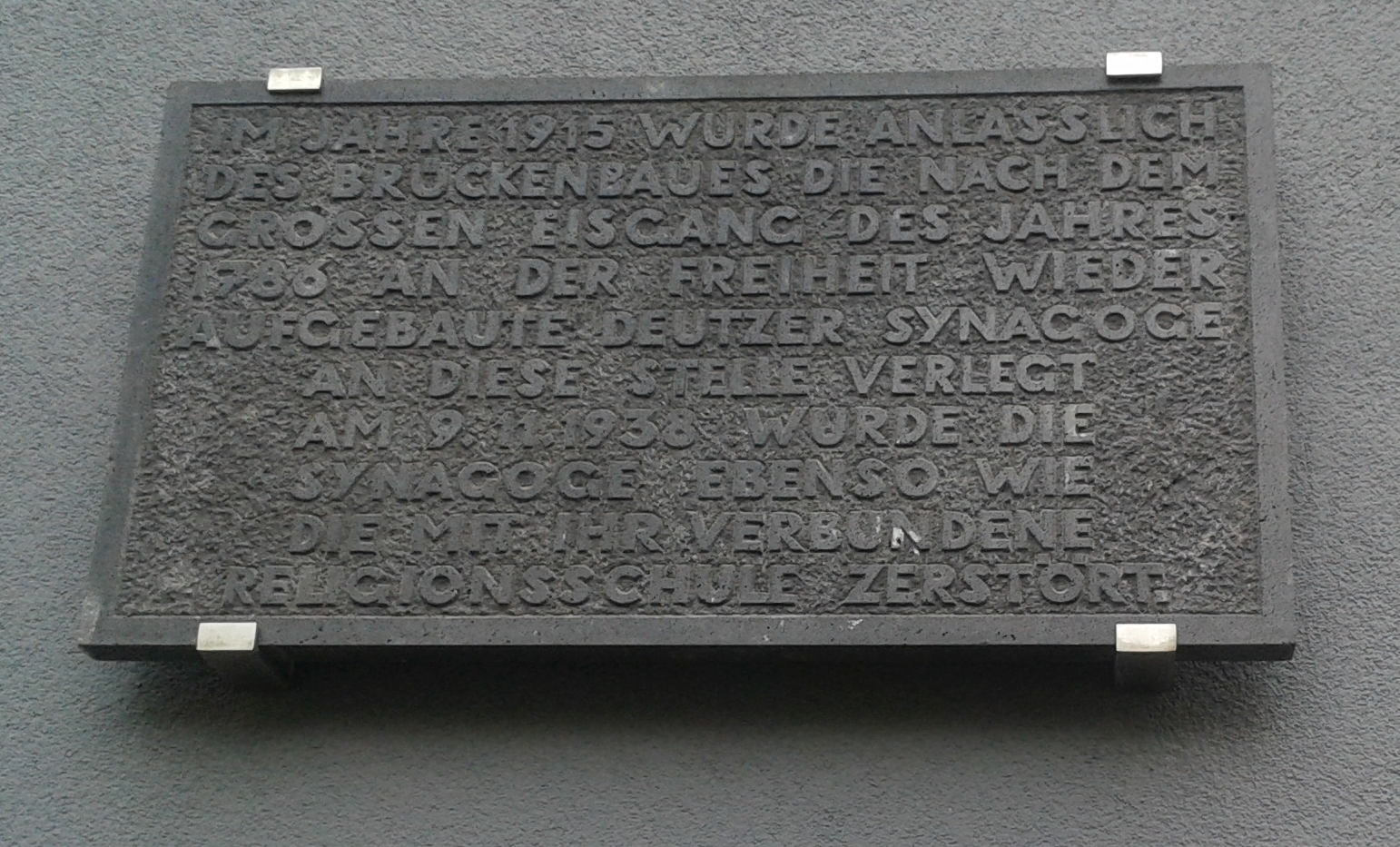
Gedenktafel Deutzer Synagoge Reischplatz 6 (Foto: 2015)

Im Zuge der Industrialisierung sowie der Niederlegung des Festungswalls im Jahre 1907 wuchs die Bevölkerung von Deutz, das 1888 zu Köln eingemeindet worden war, und es entstanden Wohnquartiere für gehobenere Schichten, nachdem der Ort zuvor von armen oder kleinbürgerlichen Bewohnern geprägt worden war. Auch der Reischplatz gehörte zu diesen neuen Vierteln. Dort wurde für die 1914 abgerissene Synagoge im Jahr darauf ein neues jüdisches Gemeindezentrum erbaut. Die Stadt hatte das Grundstück 1913 erworben und der jüdischen Gemeinde dort den Bau einer neuen Synagoge zugesagt.

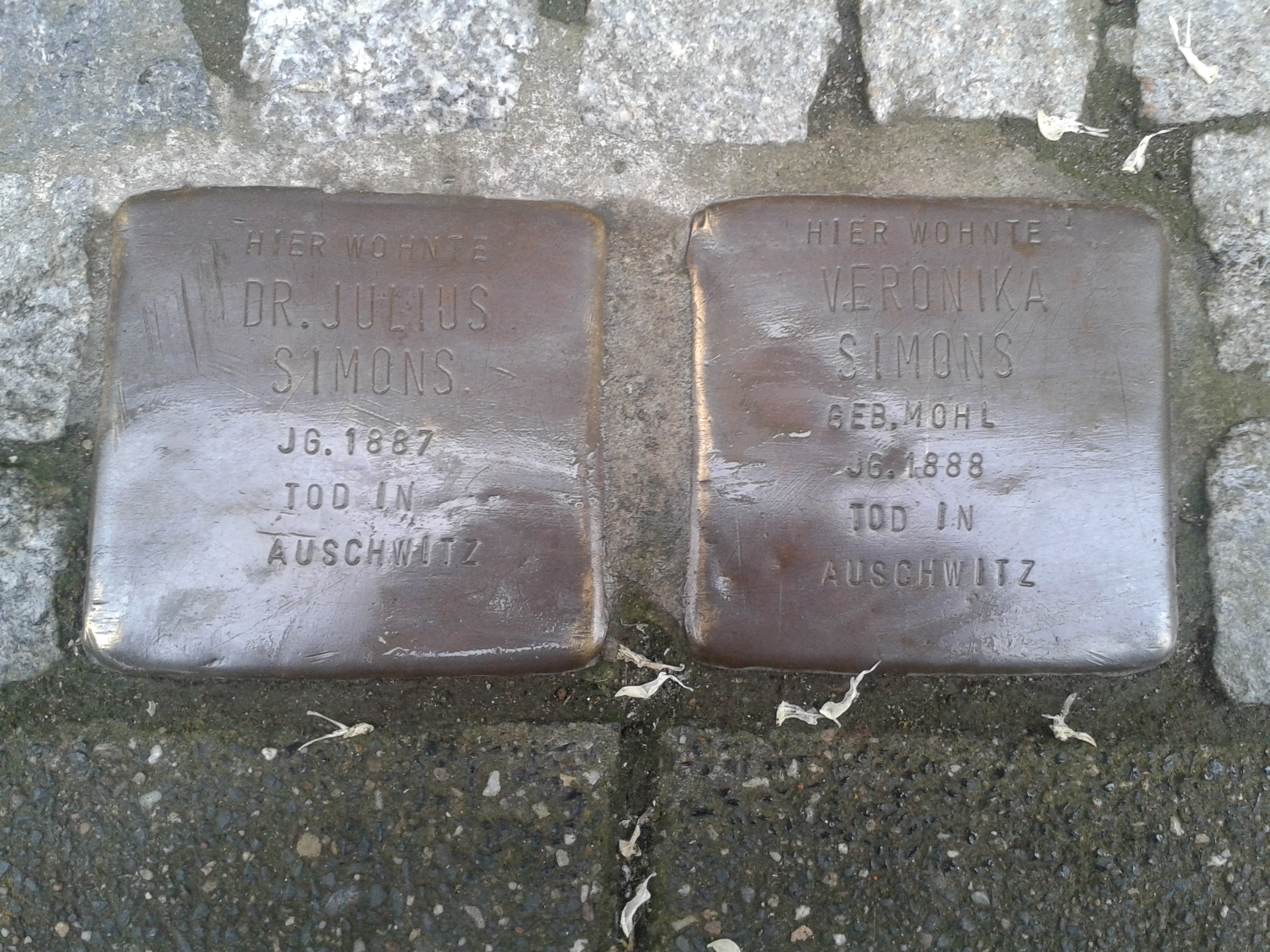
Stolpersteine für Julius Simons und seine Frau Veronika (Foto: 2015)

Die neue Synagoge war kein freistehendes Gebäude, sondern reihte sich in die Straßenfront von mehreren Wohnhäusern ein. Ihr Aussehen ist lediglich auf der Basis von Beschreibungen von Ernst Simons, Sohn des letzten Rabbis Julius Simons, bekannt. Demnach reichte die Synagoge selbst vom ersten bis in den zweiten Stock und umfasste 240 Plätze für Männer und auf einer Empore im zweiten Stock 200 Plätze für Frauen. Auf einer Erhöhung stand der Toraschrein. Im Erdgeschoss befand sich eine Religionsschule für 50 Kinder und ein Gemeindesaal für 100 Personen; ein weiterer Raum diente als Sitzungszimmer und Bibliothek. In der dritten Etage wohnte die Familie Simons. Den über Jahrhunderte tradierten Schatz an rituellen Objekten und Teile der Inneneinrichtung hatte die Gemeinde 1915 in den Neubau mitgenommen. So hatten sich zahlreiche Textilien angesammelt, wie Simons berichtete: „Mir ist bekannt, dass an jedem Neumond und an jedem Feiertag die Vorhänge und dazu gleichzeitig die Decken des Vorbeter- und Vorlesepultest eine andere Farbe hatten. Ich würde die Zahl der Vorhänge auf ca. 15–20 schätzen […] Die Zahl der Thoramäntelchen schätze ich auf ca. 100. […] Die Laubhütte fasste 60 Personen. […] Von der Decke der Synagoge hingen 4–6 Kronleuchter.“
Während der Pogrome vom 9. auf den 10. November 1938 wurde die Deutzer Synagoge in Brand gesteckt und verwüstet; die Außenmauern und Teile der inneren Struktur blieben indes erhalten. Der Rabbiner Julius Simons, seine Frau Veronika sowie ihr Sohn Hermann wurden 1943 deportiert und im Holocaust ermordet, ein weiterer Sohn, Kurt, starb im August 1945 in Köln. Der dritte Sohn, Ernst Simons, kehrte nach Gefangenschaften in Lagern 1952 nach Köln zurück, wo er 2006 starb.
1939 lebten nur noch rund 100 Juden in den rechtsrheinischen Ortsteilen Deutz, Kalk und Poll. Im Mai 1941 ordneten die NS-Behörden an, dass sie in Ghettohäuser in das linksrheinische Köln zu ziehen hätten. Damit fand die Existenz einer Deutzer jüdischen Gemeinde ein Ende. Die Deportationen der Kölner Juden erfolgte wiederum vom Bahnhof in Deutz, insgesamt waren es 15 Transporte. Der erste Transport mit mehr als 1000 Kölner Juden verließ Deutz am 21. Oktober 1941 in Richtung Łódź, der letzte am 1. Oktober 1944 mit dem Ziel Theresienstadt.
Die Kultgegenstände der Synagoge, vor allem die Textilien, gingen in den Besitz des Kölnischen Stadtmuseums über. Museumsmitarbeitern gelang es, NS-Behörden den Zugang zu den Sammlungen, darunter auch Objekte aus Deutz, zu verweigern oder die Auskunft dazu zurückzuhalten. Gemeinsam mit den anderen Kölner Museumsgütern wurden die Judaica im Zweiten Weltkrieg ausgelagert und nach Kriegsende nach Köln zurückgeholt. Der Verbleib weiterer Ausstattungsstücke ist nicht bekannt. Eine Beschneidungsbank, die sich 1934 im Rheinischen Museum Deutz befand, wurde im Zweiten Weltkrieg zerstört. Es ist bekannt, dass sie im Stil des Rokoko und Louis-seize gestaltet war.
Das Gebäude wurde nach 1938 verändert wieder aufgebaut und beherbergte von 1941 bis 2010 die Polizeiwache Deutz, seitdem dient es als Wohnhaus. 1957 kam es zu einem Vergleich des Landes Nordrhein-Westfalen mit der Jewish Trust Corporation, mit dem das Land die Immobilie erwarb. Eine Gedenktafel am Haus erinnert daran, dass sich hier die Synagoge Deutz befunden hat:

„Im Jahre 1915 wurde anlässlich des Brückenbaues die nach dem Grossen Eisgang des Jahres 1786 an der Freiheit wieder aufgebaute Deutzer Synagoge an diese Stelle verlegt. Am 9.11.1938 wurde die Synagoge ebenso wie die mit ihr verbundene Religionsschule zerstört“